# Ilha Grande (Panamá)
Isla Grande é uma ilha do Panamá, no lado do mar das Caraíbas. Apesar do nome, a ilha tem dimensões pequenas e sua face sul faz, com a costa continental, uma espécie de delta. Ela faz parte do distrito de Portobelo, província de Colón, na costa do Caribe. Tinha uma população de 1037 em 2010.